# Manoir seigneurial de Steinbrunn-le-Bas
Le manoir seigneurial de Steinbrunn-le-Bas est un monument historique situé à Steinbrunn-le-Bas, dans le département français du Haut-Rhin.

## Localisation
Le manoir est situé sur la commune de Steinbrunn-le-Bas.

## Historique
L'édifice du XVIIe siècle fait l'objet d'une inscription au titre des monuments historiques depuis 1984.